# 89-я стрелковая дивизия (2-го формирования)
89-я стрелковая Таманская Краснознамённая орденов Кутузова и Красной Звезды дивизия (арм. 89-րդ հրաձգային Թամանյան կարմրադրոշ, Կուտուզովի և Կարմիր Աստղի շքանշանակիր դիվիզիա) — одна из 7 армянских дивизий в составе ВС СССР.

## Боевой путь

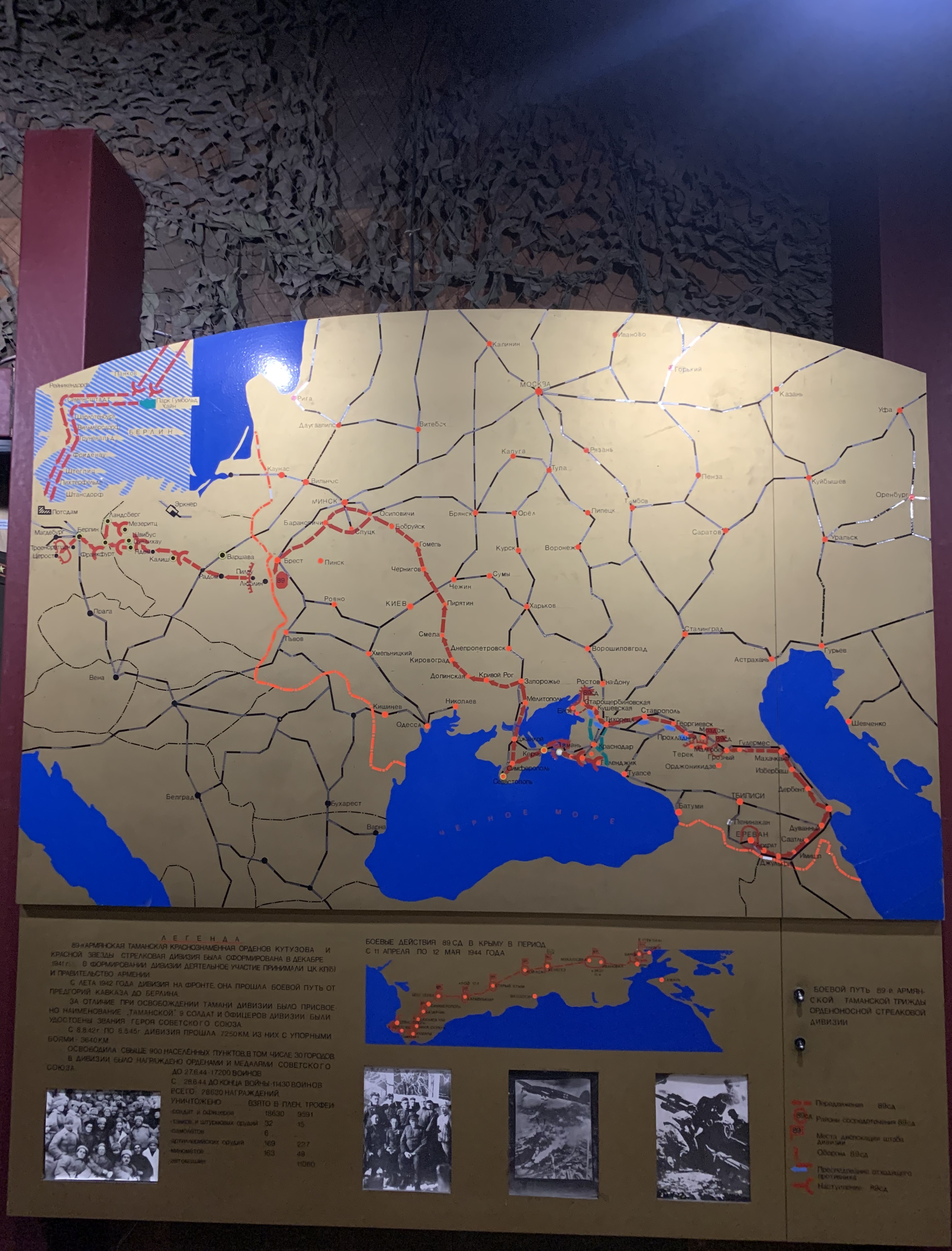
Экспозиция Военного музея «Мать Армения», посвящённая боевому пути дивизии

В Закавказском военном округе преобладали национальные мобресурсы, они составляли основу формировавшихся соединений и маршевых рот. Отдельными директивами в 1941 году были сформированы дополнительно несколько дивизий: 61-я, 89-я, 151-я, 223-я и 224-я. Они развёртывались на частично кадровой основе. Комплектование дивизий личным составом велось на общих основаниях, вследствие чего контингенты основных национальностей (русские, украинцы, армяне, грузины, азербайджанцы) относительно равномерно распределялись по соединениям.
Многие рядовые бойцы никогда не служили в армии, а младшие командиры были призваны из запаса. Большой процент военнослужащий слабо или вообще не владел русским языком. Боевое сколачивание шло медленно и трудно. К дивизиям для помощи были персонально прикреплены заместители председателей СНК, секретари ЦК нацкомпартий, ЦК ЛКСМ республик.
Сформирована 14 декабря 1941 года в Ереване (Армянская ССР, Закавказский военный округ), как 474-я стрелковая дивизия (по Постановлению ГКО № 935 от 22 ноября 1941 года).
26 декабря 1941 года переименована в 89-ю стрелковую дивизию.
В действующей армии: с 10 августа 1942 года по 31 августа 1944 года, с 19 октября 1944 года по 9 мая 1945 года.

### Битва за Кавказ
С 10 августа 1942 года 89-я дивизия участвует в Битве за Кавказ.
В октябре |1943-го за выполнение боевых задач на Таманском полуострове дивизии было присвоено почётное звание «Таманская». Один из её полков под руководством подполковника Ерванда Карапетяна (родом из с. Хндзореск) прорвал оборонительную линию врага на горе Долгая в районе Таманского полуострова. Здесь в боях за освобождение Кубани сержант Унан Аветисян, спасая товарищей, закрыл телом амбразуру дзота. Кроме него, звания Героя Советского Союза в этих боях удостоились Сурен Аракелян и Джаган Караханян.

### Керченско-Эльтигенская десантная операция
С третьей декады ноября — в декабре 1943 года дивизия вступает в ожесточённые бои по удержанию и расширению захваченного в ходе Керченско-Эльтигенской десантной операции плацдарма и освобождению Керченского полуострова. В ходе начавшейся Крымской наступательной операции 11 апреля был освобождён г. Керчь.

### Крымская наступательная операция
Отдельная Приморская армия участвовала в освобождении г. Балаклавы, затем г. Севастополя (8 — 9 мая 1944 года выбили фашистов с высоты «Горная», 12 мая — из бухты «Казачья»).
Более 300 павших за освобождение Севастополя воинов дивизии похоронили у городского кладбища и у подножия высоты «Горной».
За участие в освобождении Керченского п-ва и г. Керчь орденами и медалями награждены более 2-х тысяч воинов дивизии. Сама 89-я Таманская стрелковая дивизия получила орден Красной Звезды. За освобождение Балаклавы и Севастополя дивизия получила орден Красного Знамени. За мужество и героизм, проявленный в ходе освобождения Севастополя орденами и медалями были награждены более 6 тысяч воинов дивизии, 5 наиболее отличившихся бойцов удостоились звания Героя Советского Союза, а два полка дивизии — 390-й и 400-й — получили почётные наименования «Севастопольские».

#### Новороссийско-Таманская операция
Важнейшей составной частью всей наступательной операции Северо-Кавказского фронта была Новороссийская наступательная операция. В конце августа 1943 года перед командованием 18-й армии и Черноморского флота поставили задачу освободить Новороссийск и развивать наступление в направлении Верхнебаканского.
В операции были задействованы силы 89-й, 176-й и 318-й стрелковых дивизий, 83-й морской стрелковой бригады и 255-й бригады морской пехоты, 8-й гвардейской и 107-й, 81-й стрелковых бригад и 290-го стрелкового полка НКВД. С моря их поддерживали десантные отряды Черноморского флота. Сходящиеся удары по новороссийской группировке противника наносили Восточная группа войск и Западная группа войск с плацдарма Мысхако. В Новороссийском порту планировали высадить десант, который должен был ударить в тыл немецким войскам, отбивающим наступление Западной и Восточной групп 18-й армии.

### Новороссийско-Таманская операция
18 апреля 1944 года 89-я стрелковая дивизия, входящая на тот момент в состав Приморской армии

## Послевоенная история
После окончания войны дивизия была переведена из Германии в состав 7-й гвардейской армии Закавказского военного округа. Управление дивизии — Ереван.
Расформирована приказом от 7 июля 1956 года, в связи с расформированием национальных дивизий ВС СССР.

## Награды и наименования
| Награда (наименование)            | Дата                | За что награждена |
| --------------------------------- | ------------------- | --- |
| Почетное наименование «Таманская» | 9 октября 1943 года | присвоено приказом Верховного Главнокомандующего от 9 октября 1943 года за отличие в боях за освобождение Таманского полуострова                                                                                            |
| Орден Красной Звезды              | 24 апреля 1944 года | награждена указом Президиума Верховного Совета СССР от 24 апреля 1944 года за образцовое выполнение заданий командования в боях за освобождение города Керчи и проявленные при этом доблесть и мужество.                    |
| Орден Красного Знамени            | 24 мая 1944 года    | награждена указом Президиума Верховного Совета СССР от 24 мая 1944 года за образцовое выполнение заданий командования в боях за освобождение города Севастополя и проявленные при этом доблесть и мужество.                 |
| Орден Кутузова II степени         | 28 мая 1945 года    | награждена указом Президиума Верховного Совета СССР от 28 мая 1945 года за образцовое выполнение заданий командования в боях при прорыве обороны немцев и наступлении на Берлин и проявленные при этом доблесть и мужество. |

## Состав
- 390-й Севастопольский стрелковый полк,
- 400-й Севастопольский стрелковый полк,
- 526-й стрелковый полк,
- 531-й артиллерийский полк,
- 154-й отдельный истребительно-противотанковый дивизион,
- 167-й миномётный дивизион (до 25.10.1942),
- 219-я отдельная разведывательная рота,
- учебно-стрелковый батальон,
- 280-й отдельный сапёрный батальон,
- 467-й отдельный батальон связи (до 10.05.1943),
- 789-й отдельный батальон связи (с 11.05.1943 по 04.11.1944),
- 476-й отдельный батальон связи (с 05.11.1944),
- 197-й медико-санитарный батальон,
- 550-я отдельная рота химической защиты,
- 184-я автотранспортная рота,
- 466-я полевая хлебопекарня,
- 931-й дивизионный ветеринарный лазарет,
- 1662-я полевая почтовая станция,
- 1108-я полевая касса Госбанка.

## Командиры дивизии

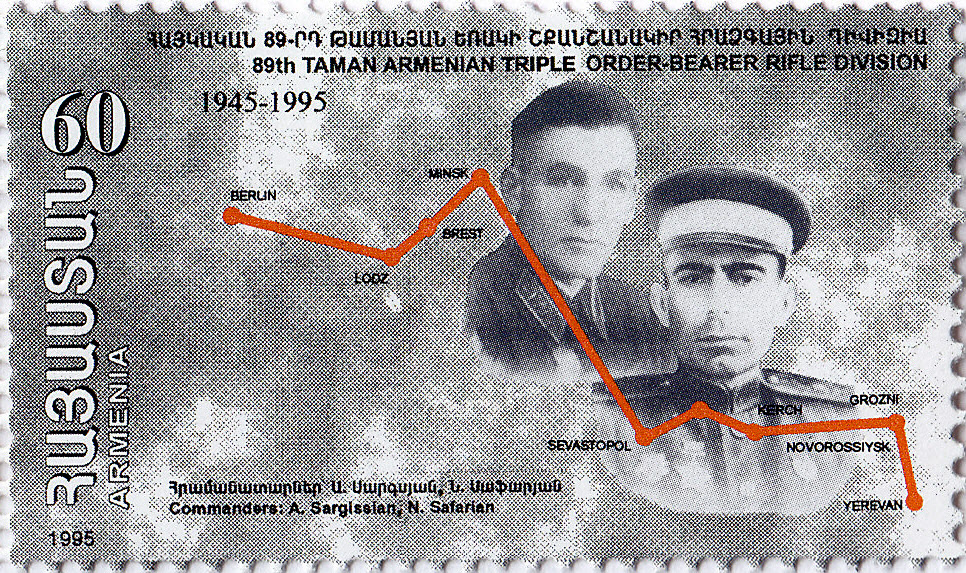
Командиры 89-й стрелковой дивизии (2-го формирования) А.Саркисян и Н. Г. Сафарян. Юбилейная марка Республики Армения.

- Закиян, Семён Георгиевич (15.12.1941 — 09.02.1942) — полковник,
- Саркисян, Андроник Саркисович (23.03.1942 — 01.11.1942) — подполковник, с 16.10.1942 полковник,
- Василян, Арташес Аршакович (05.11.1942 — 10.02.1943) — полковник,
- Сафарян, Нвер Георгиевич (19.02.1943 — 06.05.1946) — полковник, с 20.12.1943 генерал-майор,
- Мартиросян, Гайк Оганесович (06.05.1946 — 15.01.1951) — генерал-майор,
- Карапетян, Асканаз Георгиевич (15.01.1951 — 13.09.1952) — генерал-майор,
- Миансаров, Сергей Аркадьевич (13.09.1952 — 25.07.1956) — полковник, с 1953 генерал-майор.

## Вышестоящие воинские части
| Дата            | Фронт (округ)              | Армия                      | Корпус                            |
| --------------- | -------------------------- | -------------------------- | --------------------------------- |
| 01.01.1942 года | Кавказский фронт           |                            |                                   |
| 01.02.1942 года | Закавказский военный округ |                            |                                   |
| 01.05.1942 года | Закавказский военный округ | 45-я армия                 |                                   |
| 01.06.1942 года | Закавказский фронт         | 45-я армия                 |                                   |
| 01.09.1942 года | Закавказский фронт         |                            |                                   |
| 01.10.1942 года | Закавказский фронт         | 9-я армия                  |                                   |
| 01.12.1942 года | Закавказский фронт         | 44-я армия                 |                                   |
| 01.01.1943 года | Закавказский фронт         | 58-я армия                 |                                   |
| 01.02.1943 года | Северо-Кавказский фронт    |                            | 10-й стрелковый корпус            |
| 01.03.1943 года | Северо-Кавказский фронт    | 58-я армия                 |                                   |
| 01.04.1943 года | Резерв Ставки ГВК          | 46-я армия                 |                                   |
| 01.05.1943 года | Северо-Кавказский фронт    | 58-я армия                 |                                   |
| 01.09.1943 года | Северо-Кавказский фронт    | 18-я армия                 | 22-й стрелковый корпус            |
| 01.12.1943 года |                            | Отдельная Приморская армия | 20-й стрелковый корпус            |
| 01.01.1944 года |                            | Отдельная Приморская армия | 16-й стрелковый корпус            |
| 01.04.1944 года |                            | Отдельная Приморская армия |                                   |
| 01.05.1944 года | 4-й Украинский фронт       | Приморская армия           | 3-й гвардейский стрелковый корпус |
| 01.06.1944 года |                            | Отдельная Приморская армия |                                   |
| 01.09.1944 года |                            | Отдельная Приморская армия | 16-й стрелковый корпус            |
| 01.10.1944 года | Резерв Ставки ГВК          | 33-я армия                 | 16-й стрелковый корпус            |
| 01.11.1944 года | 1-й Белорусский фронт      | 33-я армия                 | 16-й стрелковый корпус            |
| 01.03.1945 года | 1-й Белорусский фронт      | 33-я армия                 | 38-й стрелковый корпус            |
| 01.05.1945 года | 1-й Белорусский фронт      | 3-я ударная армия          | 38-й стрелковый корпус            |

## Польша, Германия
89-я Армянская Таманская трижды орденоносная стрелковая дивизия одна из формирований, принявших участие в Штурме Берлина, и разгромившая сильный гарнизон, укрепившийся в центре столицы, в Хумбольдт-Хайне. За эту операцию дивизия была награждена орденом Кутузова II степени.
Огромную роль в успехах дивизии сыграл её командир генерал-майор Нвер Сафарян, человек всесторонне подготовленный в военном отношении и постоянно повышавший боевую выучку личного состава в период затишья.

Его умение выходить из сложных ситуаций и принимать единственно верные решения счастливо дополнялись личной отвагой и неоспоримым авторитетом среди солдат дивизии. Командир дивизии и её личный состав наряду с другими 6-ю национальными армянскими дивизиями прославили силу армянского оружия, разгромили фашизм в самом его логове и навеки вписали в май 1945-го победный армянский танец кочари у стен рейхстага.
Всего в ходе войны дивизия прошла путь в 7250 км, из них 3640 — с боями.
В течение войны 89-я дивизия уничтожила более 9 тысяч и захватила в плен 11 тысяч вражеских солдат и офицеров, вывела из строя более 148 танков и самоходных орудий, 300 полевых орудий, захватила большое количество трофеев. За мужество и доблесть, проявленные в боях, 9 воинов дивизии были удостоены высокого звания Героя Советского Союза, 7333 человека получили боевые награды и медали; многие из них удостоились орденов и медалей по нескольку раз. В героических боях за освобождение Тамани 89-я дивизия получила звание Таманской, за освобождение Керчи была награждена орденом «Красной Звезды», за освобождение Севастополя — орденом «Красного Знамени», з а штурм Берлина — орденом Кутузова II степени. Всего в ходе войны дивизия прошла путь в 7250 км, из них 3640 — с боями. 

## Послевоенный период
После войны Таманская дивизия вернулась в Армению и вошла в состав Закавказского военного округа.

## Отличившиеся воины

### Герои Советского Союза
Почётного звания «Герой Советского Союза» в составе 89-й стрелковой дивизии всего удостоилось 9 человек:
| № | Фото | Ф. И. О.                   | Должность                 | Звание          | Дата награждения            | Примечания                                                                    | Галерея |
| - | ---- | -------------------------- | ------------------------- | --------------- | --------------------------- | ----------------------------------------------------------------------------- | ------- |
| 1 |      | Аветисян Унан              | помощник командира взвода | старший сержант | 16 мая 1944 года, посмертно | Его именем названы: улица, школа № 8 в Капане, теплоход, пограничная застава. |         |
| 2 |      | Аракелян Сурен             | командир взвода           | старший сержант | 16 мая 1943 года, посмертно |                                                                               |         |
| 3 |      | Арутюнян Айдин             | помощник командира взвода | старший сержант | 24 марта 1945 года          |                                                                               |         |
| 4 |      | Бабаян (Бабинян) Грант     | командир батальона        | Майор           | 15 мая 1946 года            |                                                                               |         |
| 5 |      | Багдасарян Семён           | командир взвода           | капитан         | 24 марта 1945 года          |                                                                               |         |
| 6 |      | Караханян Джаган           | командир отделения        | рядовой         | 16 мая 1944 года            | В родном селе установлен бюст, средняя школа села носит имя героя.            |         |
| 7 |      | Мкртчян Арутюн Рубенович   | командир отделения        | старший сержант | 24 марта 1945 года          | Улица в Эчмиадзине носит имя героя.                                           |         |
| 8 |      | Рустамян Вардкес Аршакович | командир отделения        | старший сержант | 24 марта 1945 года          |                                                                               |         |
| 9 |      | Хачатрян Хорен Арменакович | командир взвода           | лейтенант       | 24 марта 1945 года          |                                                                               |         |

### Полные кавалеры Ордена Славы
Кавалеры ордена Славы трёх степеней:
- Вопанян, Гиневан Мисакович, сержант, наводчик 45-мм орудия 526 стрелкового полка.
- Оганесян, Оганес Менторович, сержант, пулемётчик 390 стрелкового полка.
- Караханян, Исаак Погосович, старший сержант, старшина 2 стрелкового батальона 400 стрелкового полка.
- Куликян, Вараздат Макарович, ефрейтор, командир отделения 280 отдельного сапёрного батальона.
- Мелкумян, Ашот Галустович, рядовой, разведчик 526 стрелкового полка.
- Осипов, Осип Саакович, сержант, командир отделения 526 стрелкового полка.
- Севоян, Санасар Семёнович, сержант, наводчик батареи 120-мм миномётов 390 стрелкового полка.
- Серопян, Кероп Петросович, ефрейтор, командир сапёрного отделения 280 отдельного сапёрного батальона. Погиб в бою 2 мая 1945 года.
- Степанян, Исраел Галустович, рядовой, разведчик взвода пешей разведки 390 стрелкового полка.

## Память

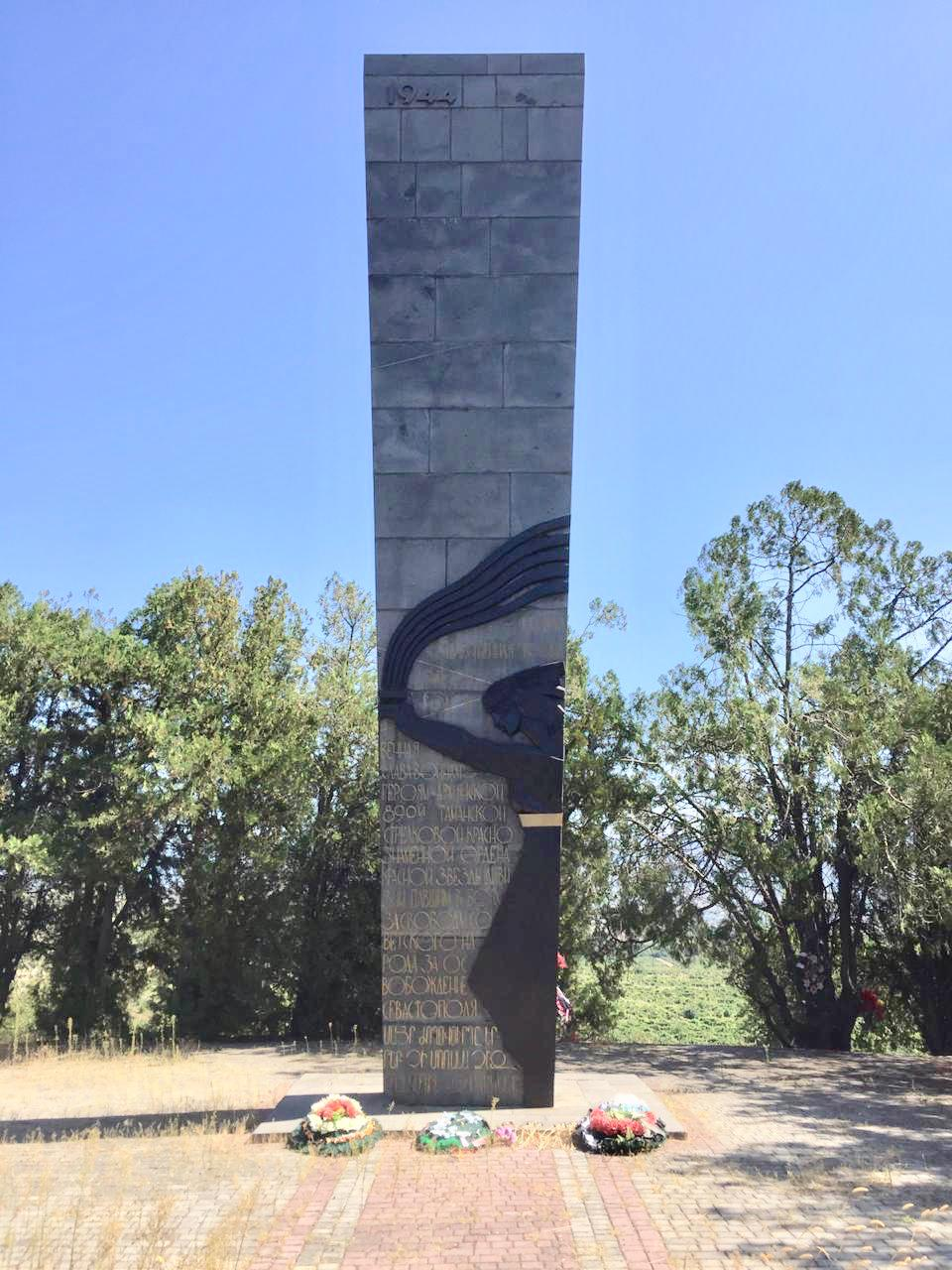
Памятник воинам 89-й Армянской Таманской дивизии, установленный вблизи Севастополя, Крым, 1961 год

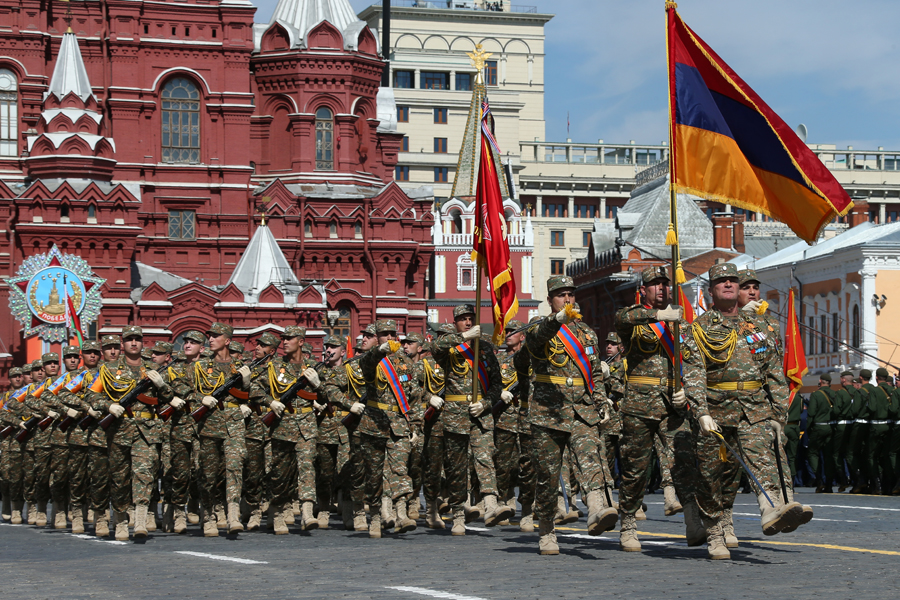
Парадный расчёт отдельного полка охраны Вооруженных сил Армении со знаменем 89-й Таманской стрелковой дивизии на Параде Победы 2015 года в Москве

В 1944 году, после освобождения Крыма, у подножия горы Горная, что на 10 км Балаклавского шоссе, между городами Севастополь и Балаклава, на братском захоронении 250 воинов 89-й Таманской стрелковой дивизии, был установлен обелиск. В 1961 году на средства правительства Армянской ССР его заменили новым памятником: расширяющаяся кверху стела высотой 10,5 метра, облицованная серым памбакским гранитом. На лицевой стороне памятника из кованой меди выполнено рельефное символическое изображение Матери-Родины. В руках она держит чашу с Вечным огнём. На стеле надписи на русском и армянском языках: «Великая Отечественная война 1941—1945 годов», «Вечная слава воинам-героям Армянской 89-й Таманской стрелковой Краснознамённой ордена Красной Звезды дивизии, павшим в боях за свободу советского народа, за освобождение Севастополя» и «Мать людей никогда не забудет своих дорогих сыновей». Авторы проекта — архитектор Д. П. Торосян, скульптор А. А. Арутюнян.
390сп, 2-й дивизион, штабная батарея и штаб 351 артиллерийского полка, а также командование 89-й Армянской дивизии, ночью 9 февраля 1943 года вышли из хутора Гарбузовая Балка и к утру достигли МТФ (недалеко от нынешнего МТФ № 5 ЗАО «Победа»), в корпусах которого расположились на отдых. Внезапно они были атакованы 8 танками, бронемашинами и пехотой противника. Должный отпор немцам руководство дивизии и полка не смогли оказать. «В результате части дивизии понесли большие потери в личном составе и материальной части. Убито, ранено и пропало без вести свыше 3000 человек, уничтожено свыше 11 орудий и т. д. Погиб командир дивизии полковник Василян», — так указано в журнале боевых действий 56 армии за 11 февраля 1943 года. Бойцам и командирам 417-й дивизии пришлось и 10 февраля продолжать сражение с немцами в окруженной станице. Мы знаем, что в этот день немцы и румыны вынуждены были отступить из станицы Брюховецкой и отвести свои войска на Роговскую. Подразделения 9-й армии преследовали противника в направлении станиц Роговской и Новоджерелиевской и поэтому немцы вынуждены были, чтобы не оказаться в окружении, отойти к полудню 10 февраля 1943 года от станицы Новоджерелиевской.
Погибшие бойцы и командиры 417-й и 89-й дивизий сегодня захоронены в Братской могиле на территории станичной школы.
http://bru-museum.ru/stati/istoriya/184-nashi-osvoboditeli
9 мая 2020 года в Краснодарском крае, в хуторе Поды Брюховецкого района рядом с объектом культурного наследия появился мемориальный комплекс — мраморные плиты с именами 387 воинов 400-го и 526-го стрелковых полков 89-й Армянской стрелковой дивизии в память о погибших на этом месте солдатах 9-10 февраля 1943 года в боях с немецко-фашистскими захватчиками. Посередине установлена каменная стела с изображением креста, изготовленная мастерами из Армении.
На дороге между Брюховецкой и Новоджерелиевской, километрах в трех от последней возведен мемориальный комплекс в память о самоотверженном подвиге солдат и офицеров 89-й армянской дивизии. Комплекс выполнен в стиле древнеармянских традиций. На небольшом пятачке у дороги стоят две черные гранитные стелы, а посредине крест — хачкар. Памятник вызывает душевный трепет, от него веет вечностью и таинством нашего бытия. Мы живем и сражаемся, чтобы даже своей смертью продолжить и утвердить жизнь.
Хачкар — это вид армянских архитектурных памятников и святынь, представляющий собой каменную стелу с резным изображением креста. Слово хачкар образовано из армянских корней «хач» — «крест», и «кар» — «камень». Более 1000 таких памятников находятся в Армении. А один из них теперь в Новоджерелиевской. Он стал гранитной плитой на братской могиле павших здесь бойцов 390-го стрелкового полка 89-й стрелковой армянской Таманской Орденов Красного знамени, Кутузова 2-й степени, Красной звезды дивизии. На правой стеле начертано, что это место именуется «Солдатское поле». Орденов Красного знамени, Кутузова 2-й степени, Красной звезды дивизии. На правой стеле начертано, что это место именуется «Солдатское поле».

Одна из улиц станицы Новоджерелиевской, Брюховецкого района, Краснодарского края названа в честь 89 стрелковой дивизии.